# 台町 (川崎市)
台町（だいまち）は、神奈川県川崎市川崎区の地名。丁目の設定がない単独町名。住居表示実施済み区域。

## 地理
川崎区の北部に位置し、南東に四谷上町、南西に観音・川中島、北西に大師公園、北東に昭和と接している。

### 地価
住宅地の地価は、2025年（令和7年）1月1日の公示地価によれば、台町21-15の地点で30万9000円/m²となっている。

## 歴史

### 沿革
- 1936年（昭和11年）3月 - 耕地整理により、大師河原の一部を分離し、台町を新設。川崎市台町となる。
- 1965年（昭和40年）7月1日 - 住居表示を実施。
- 1972年（昭和47年）4月1日 - 川崎市が政令指定都市の制定に伴い、川崎区が新設。川崎市川崎区台町となる[5][7]。

## 世帯数と人口
2025年（令和7年）6月30日現在（川崎市発表）の世帯数と人口は以下の通りである。
| 町丁 | 世帯数    | 人口    |
| ---- | --------- | ------- |
| 台町 | 1,184世帯 | 2,085人 |

### 人口の変遷
国勢調査による人口の推移。
| 年                 | 人口  |
| ------------------ | ----- |
| 1995年（平成7年）  | 1,119 |
| 2000年（平成12年） | 1,487 |
| 2005年（平成17年） | 1,921 |
| 2010年（平成22年） | 2,313 |
| 2015年（平成27年） | 2,517 |
| 2020年（令和2年）  | 2,574 |

### 世帯数の変遷
国勢調査による世帯数の推移。
| 年                 | 世帯数 |
| ------------------ | ------ |
| 1995年（平成7年）  | 586    |
| 2000年（平成12年） | 836    |
| 2005年（平成17年） | 1,108  |
| 2010年（平成22年） | 1,417  |
| 2015年（平成27年） | 1,573  |
| 2020年（令和2年）  | 1,634  |

## 学区
市立小・中学校に通う場合、学区は以下の通りとなる（2025年1月時点）。
| 番・番地等 | 小学校             | 中学校               |
| ---------- | ------------------ | -------------------- |
| 全域       | 川崎市立大師小学校 | 川崎市立南大師中学校 |

## 事業所
2021年（令和3年）現在の経済センサス調査による事業所数と従業員数は以下の通りである。
| 町丁 | 事業所数 | 従業員数 |
| ---- | -------- | -------- |
| 台町 | 46事業所 | 269人    |

### 事業者数の変遷
経済センサスによる事業所数の推移。
| 年                 | 事業者数 |
| ------------------ | -------- |
| 2016年（平成28年） | 49       |
| 2021年（令和3年）  | 46       |

### 従業員数の変遷
経済センサスによる従業員数の推移。
| 年                 | 従業員数 |
| ------------------ | -------- |
| 2016年（平成28年） | 273      |
| 2021年（令和3年）  | 269      |

## 交通
- 国道132号

### 鉄道
町域にはないが東門前駅から徒歩圏内である。

### バス
川崎鶴見臨港バスと川崎市バスが川崎駅と結ぶバスを運行している。
川崎鶴見臨港バス
川02・川03系統
川崎市バス
川04・川05・川07・川73系統

## その他

### 日本郵便
- 郵便番号 : 210-0814[3]（集配局 : 川崎港郵便局[18]）

### 警察
町内の警察の管轄区域は以下の通りである。
| 番・番地等 | 警察署         | 交番・駐在所 |
| ---------- | -------------- | ------------ |
| 全域       | 川崎臨港警察署 | 出来野交番   |